# Zacharovce
Zacharovce je obec v okrese Rimavská Sobota v Banskobystrickém kraji na Slovensku. Leží v severní části Rimavské kotliny asi 6 km severovýchodně od Rimavské Soboty. Žije zde 393 obyvatel. Rozloha katastrálního území obce činí 6,8 km².
První písemná zmínka o obci pochází z roku 1320.

## Kultura a zajímavosti

### Památky
- Jednolodní gotický kalvínský kostel z první třetiny 14. století, v současnosti neužívaný.